# Haute Tension (film, 1974)
Pour les articles homonymes, voir Haute tension (homonymie).
Pour plus de détails, voir Fiche technique et Distribution.
Haute Tension (titre original : The Ultimate Thrill) est un film américain de Robert Butler sorti en  1974.

## Synopsis
Dans une station de ski du Colorado, la jalousie maladive d'un homme provoque un assassinat.

## Fiche technique
- Titre original : The Ultimate Thrill
- Réalisation : Robert Butler
- Scénario : John Zodrow d'après une histoire de Jim McGinn
- Directeur de la photographie : Isidore Mankovsky
- Montage : Peter Parasheles
- Musique : Ed Townsend
- Costumes : Ray Summers
- Production : William D. Sklar et Peter S. Traynor
- Genre : Drame, Thriller
- Pays de production :  États-Unis
- Durée : 110 minutes
- Date de sortie :
  - États-Unis : Octobre 1974
- Affiche : Enzo Nistri (Italie)

## Distribution
- Barry Brown : Joe Straker
- Britt Ekland (VF : Francine Lainé) : Michelle Parlay
- Eric Braeden (VF : Denis Savignat) : Roland Parlay
- Michael Blodgett (VF : Daniel Russo) : Tom Moore
- John Davis Chandler (VF : Richard Leblond) : Evans
- Ed Baierlein : Webster
- Paul Feliz (VF : Yves Barsacq) : Fielder
- Carol Adams : la secrétaire
- Sam Darling : le barman
- June Goodman : Pretzel
- Mary Hampton : la femme à la charcuterie
- David Kahn : le greffier
- Hallie McCollum (VF : Yves Barsacq) : le réceptionniste de l'hôtel